# Fülöp Proszperó asztúriai herceg
Fülöp Proszperó (spanyolul: Felipe Próspero; Madrid, Spanyolország, 1657. november 20. – Madrid, Spanyolország, 1661. november 1.), Habsburg-házi spanyol infáns, Asztúria hercege, a spanyol trón örököse 1657-es születésétől 1661-ben bekövetkezett korai haláláig. Ő volt IV. Fülöp spanyol király és második felesége, Ausztriai Mária Anna királyné legidősebb fia.
Születése hatalmas örömnek számított a spanyol udvarban, mivel a királynak örököse csak első feleségétől, Franciaországi Erzsébet királynétól származott Baltazár Károly infáns személyében, aki viszont 1646-ban, tizenhat éves korában elhunyt. Fülöp Prospero infáns feltehetően a felmenői közti belterjes kapcsolatok miatt kialakult gyenge immunrendszere és egy epilepsziás roham következtében vesztette életét 1661-ben. Halála után öt nappal született testvére, a későbbi II. Károly, aki az utolsó Habsburg volt a spanyol trónon.

## Származása
Miután IV. Fülöp spanyol király fia és egyetlen örököse, Baltazár Károly 1646-ban elhunyt, két évvel korábban pedig hitvese, Franciaországi Erzsébet királyné is, így Fülöp egyedül maradt leányával, Mária Terézia infánsnővel. Fiúutód hiányában a király másodjára is megházasodott, unokahúgát, a Habsburg-ház osztrák ágából való Mária Anna főhercegnőt, III. Ferdinánd német-római császár leányát vette el. A császár felesége Mária Anna infánsnő, Fülöp húga volt.
A királyi pár 1649-ben házasodott össze. Mária Anna hamar teherbe esett és 1651-ben életet is adott első közös gyermeküknek, Margit Teréziának, aki később nagybátya, I. Lipót császár felesége lett. Fülöp Proszperó infáns végül 1657. november 20-án született, szülei harmadik, egyben első fiúgyermekeként (Margit Terézia után szüleinek még egy leánya született, Mária Ambrózia, aki egyéves korában elhunyt). További két fivére született még, a szintén egyéves korában elhunyt Tamás Károly, és a későbbi király, II. Károly.
Fülöp Proszperó születése több szempontból is örömteli volt a spanyol udvarnak. Egyrészt tizennégy év után a királynak újra volt fiúörököse, másfelől pedig eloszlatta a különféle dinasztikus konfliktusokat, amelyek abból eredtek, hogy a spanyol királyok leányainak házasságai révén, ki kövesse Fülöp királyt a trónon. 1659-ben Spanyolország és Franciaország a pireneusi békeszerződésben lezárta az országaik közti konfliktust, amelyet Fülöp Proszperó nővérének, Mária Teréziának és a francia királynak, XIV. Lajosnak a frigye pecsételt meg. Ez volt a későbbi hivatkozási alapja a Bourbon-ház spanyol trónigényének.

## Titulusai
- Asztúria hercege
- Girona, Viana és Montblanc hercege
- Cervera grófja
- Balaguer ura

## Fordítás
- Ez a szócikk részben vagy egészben  a   Philip Prospero, Prince of Asturias című angol Wikipédia-szócikk fordításán alapul.  Az eredeti cikk szerkesztőit annak laptörténete sorolja fel. Ez a jelzés csupán a megfogalmazás eredetét és a szerzői jogokat jelzi, nem szolgál a cikkben szereplő információk forrásmegjelöléseként.

| Fülöp Proszperó Habsburg-ház, spanyol ág Született: 1657. november 20. Elhunyt: 1661. november 1. |                              |                  |
|                                                                                                   |                              |                  |
| Előző Baltazár Károly                                                                             | Asztúria hercege 1657 – 1661 | Következő Károly |